# Фельдман, Борис Александрович
Борис Александрович Фельдман — советский хозяйственный, государственный и политический деятель, доктор технических наук.

## Биография
Родился в 1907 году в Стеблеве. Член КПСС.
С 1927 года — на хозяйственной, общественной и политической работе. В 1927—1984 гг. — рядовой, инженерный и руководящий сотрудник типографии газеты «Правда», директор типографии, первый заместитель директор издательства «Правда», заместитель директора и главный инженер издательства, директор издательства «Правда», преподаватель Московского полиграфического института.
Умер в Москве в 1985 году.